# Port de Kurkse
Le port de Kurkse (estonien : Kurkse sadam, code EE KKE  est un port à Kurkse dans la commune de Lääne-Harju en Estonie,.

## Présentation
Le port est situé dans le village de Kurkse, sur la côte sud-est du détroit de Kurkse.
Le port occupe 38 819 m2 sur terre  et de  55 000 m2 d'eau.
Le port dispose de 3 quais d'une longueur totale de 136 m. La plus grande profondeur à quai est de 1,1 m.
Le plus grand bateau pouvant accéder au port a une longueur maximale de 5,2 m, une largeur maximale de 2,1 m et un tirant d'eau maximum de 0,9 m.
En 2006, la municipalité de Padise a mis les installations portuaires aux enchères avec un prix de départ de 3,5 millions de couronnes, car le port devait être réparé et la municipalité n'avait pas l'argent pour ce faire. 
Le port a été acheté par l'entreprise de construction AS Irbistero pour 6,5 millions de couronnes.
Dans le port, il y a un mémorial aux soldats de la paix tués dans l'accident de Kurkse (et) le 11 septembre 1997.

## Galerie

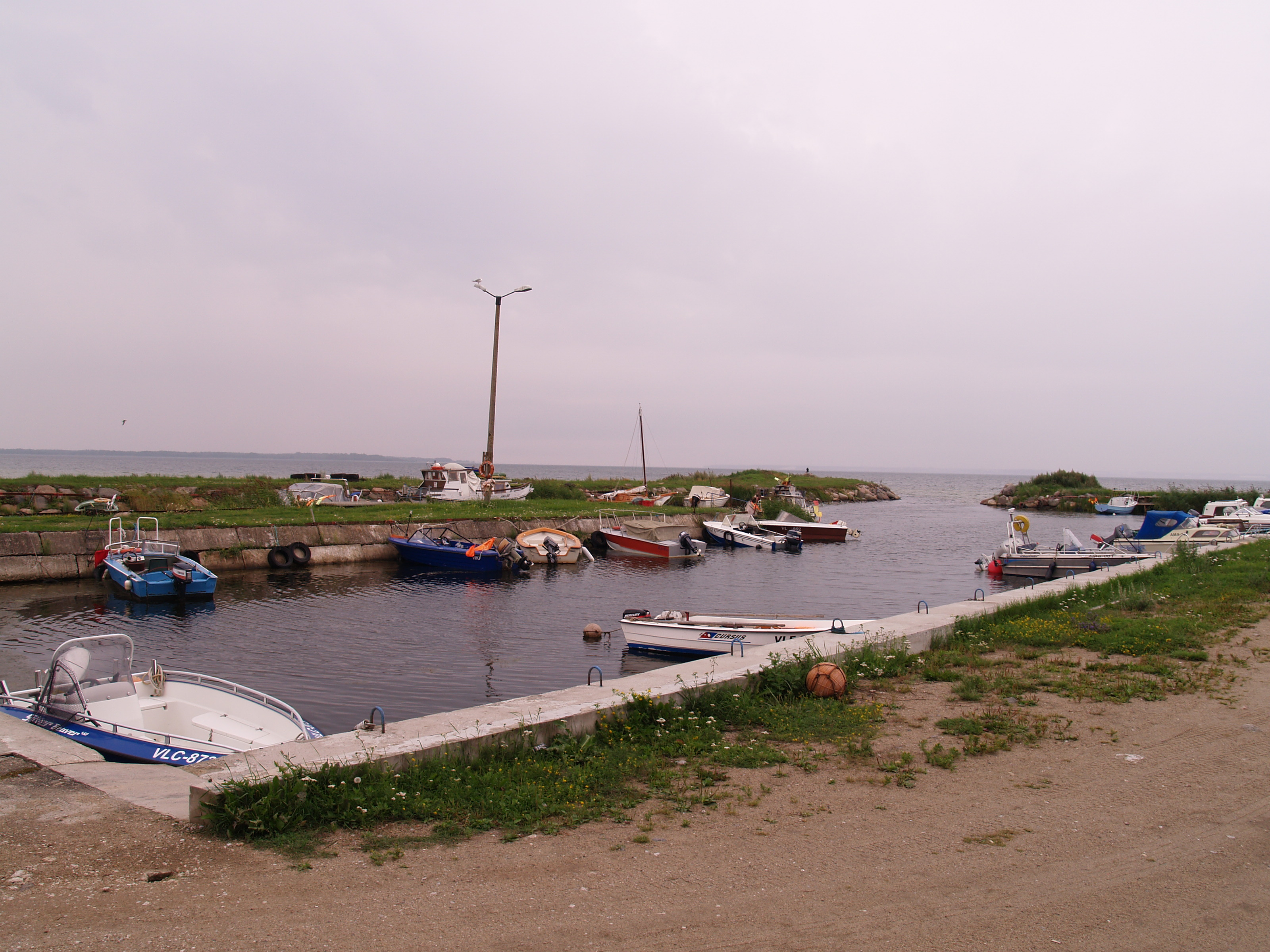
Le port.
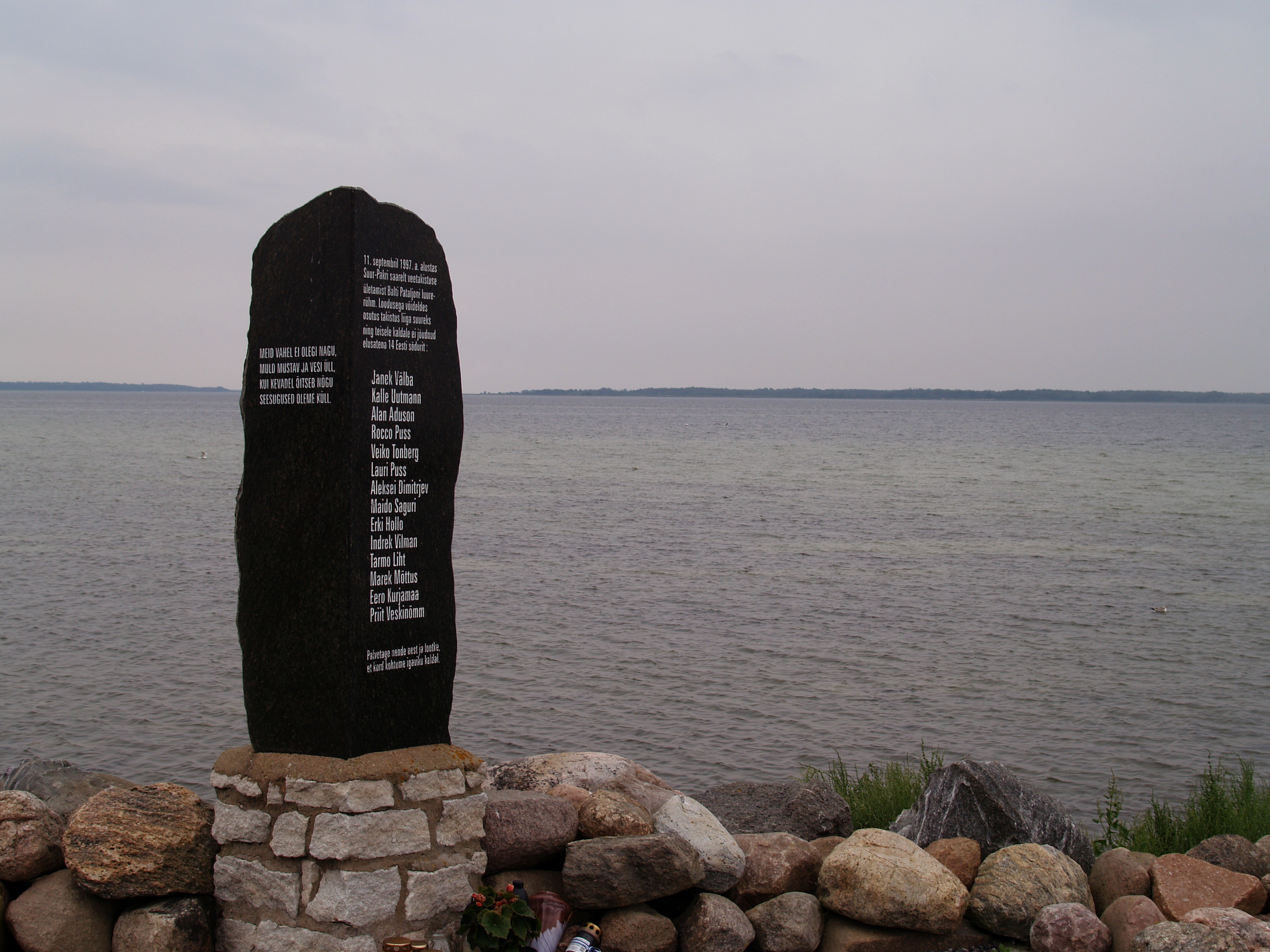
Le mémorial.